# Чарльз Воррен
Сер Чарльз Воррен (англ. Charles Warren; 7 лютого 1840 — 21 січня 1927) — британський військовий, поліцейський, археолог, масон. Відомий своєю участю в розслідуванні вбивств, скоєних Джеком Різником, розкопками в Палестині (був одним з перших європейських археологів в цій країні) та участю в Англо-бурській війні . Був побожним англіканином і великим ентузіастом масонства. Став третім великим майстром Дистрикту Східного архіпелагу в Сінгапурі і одним із засновників дослідницької ложі « Quatuor Coronati» № 2076.

## Біографія
Народився 1840 року в Уельсі в родині генерал-майора. Освіту здобув в Бріджнортській і Вемській гімназіях, згодом в Королівському військовому училищі у Вулвічі. Далі навчався в Королівській військовій академії в Сангерсті, закінчивши її в 1857 році в званні 2-го лейтенанта інженерних військ. У 1861—1865 роках служив на Гібралтарі, в 1865—1867 роках викладав геодезію в військово-технічній школі в Чатемі . У 1867—1870 роках вів розкопки в Палестині в околицях Єрусалиму, отримавши дозвіл від Османської влади вести їх в тому числі близько Храмової гори, але не ближче ніж за 15 метрів до неї. Здійснив кілька важливих археологічних відкриттів у галузі біблійної археології. У 1870 році через погіршення здоров'я змушений був повернутися на батьківщину. Декілька років служив в Дуврі .
У 1876—1880 роках служив в Південній Африці. Брав участь у встановленні кордону між Грікваландом і Помаранчевою республікою, брав участь у Транскейській війні. З 1880 по 1884 роки викладав геодезію в Школі військової техніки, потім був підвищений до звання генерал-майора і рік служив в Бечуаналенді, очоливши загін з 4000 солдатів. Розширив територію протекторату .
У 1885 році був відкликаний на батьківщину і після невдалої спроби обратися до парламенту очолив Службу столичної поліції Лондона. На цій посаді він пропрацював більше трьох років, зазнавши великої критики з боку преси за множинні криваві розгони протестних виступів. Проте Воррен також рішуче виступив проти мафії і загрозам громадському порядку. «Таймс» похвалила генерала і прокоментувала його дії як «рішучі», так як вони зупинили «навмисну спробу … тероризувати Лондон, передавши контроль над вулицями в руки кримінального класу». Але для радикалів він став представником абсолютизму, і з цього моменту вони шукали будь-яку можливість, щоб напасти на нього і підірвати його авторитет. Коли почалася серія вбивств, скоєних Джеком-Різником, і поліція, здавалося, не могла зловити вбивцю, радикальна преса побачила можливість помститися Воррену, тому в багатьох газетах його критикували за неправильне ведення розслідування. Також преса критикувала генерала за збільшення витрат на утримання поліцейських і часто згадувала про нездатність вжити ефективних заходів до потрясли Лондон вбивств, скоєних серійним вбивцею . За дивним збігом, остання жертва Різника була знайдена в той день, коли Уоррен пішов у відставку .
Наприкінці 1888 року повернувся на військову службу. На наступний рік відбув в Сінгапур, в 1894 році повернувся в Англію, служив в окрузі Темзи до 1898 року, коли був проведений в генерал-лейтенанти і звільнений в запас. Він повернувся до служби вже через рік у зв'язку з початком Англо-бурської війни, очоливши 5-у південноафриканську дивізію військових інженерів. Після поразки англійців в битві за Спайон-Коп, був звинувачений в бездарності, відкликаний на батьківщину і більше ніколи не командував військами в польових умовах, хоча отримав ще декілька почесних військових звань і формально залишався на службі до 1908 року, після чого вийшов на пенсію і зайнявся участю в розвитку скаутського руху, а також написав кілька книг про свої розкопки в Палестині .
Помер від пневмонії у 1927 році .